# MTV Europe Music Awards 2005
Эта статья содержит список номинантов 12-й церемонии MTV Europe Music Awards 2005 года. Церемония прошла 3 ноября в «Павильян Атлантико» (Лиссабон, Португалия). Вел церемонию Саша Барон Коэн в образе Бората Сагдиева.

## Номинанты
Победитель в каждой категории обозначен жирным шрифтом.

### Лучшая группа
- Coldplay
- Green Day
- U2
- Black Eyed Peas
- Gorillaz

### Лучшая песня
- Feel Good Inc. — Gorillaz
- Speed of Sound — Coldplay
- You’re Beautiful — James Blunt
- Galvanize — The Chemical Brothers
- Signs — Snoop Dogg (featuring Джастин Тимберлейк)

### Лучшая исполнительница
- Alicia Keys
- Shakira
- Gwen Stefani
- Мисси Эллиот
- Mariah Carey

### Лучший исполнитель
- 50 Cent
- Robbie Williams
- Snoop Dogg
- Moby
- Eminem

### Лучший хип-хоп исполнитель
- 50 Cent
- Snoop Dogg
- Мисси Эллиот
- Akon
- Канье Уэст

### Лучший новый исполнитель
- Akon
- Kaiser Chiefs
- James Blunt
- Daniel Powter
- Rihanna

### Лучший R&B исполнитель
- Alicia Keys
- Mariah Carey
- John Legend
- Mario Winans
- Usher

### Лучший альбом
- American Idiot — Green Day
- Love. Angel. Music. Baby. — Gwen Stefani
- X&Y — Coldplay
- How to Dismantle an Atomic Bomb — U2
- The Massacre — 50 Cent

### Лучший альтернативный исполнитель
- White Stripes
- Бек
- System of a Down
- Bloc Party
- Goldfrapp

### Лучший рок исполнитель
- Coldplay
- Green Day
- U2
- Foo Fighters
- Franz Ferdinand

### Лучший поп исполнитель
- Gwen Stefani
- Gorillaz
- Black Eyed Peas
- Shakira
- Robbie Williams

### Лучшее видео
- What You Waiting For — Gwen Stefani
- Believe — The Chemical Brothers
- E-Pro — Бек
- Keine Lust — Rammstein
- Feel Good Inc. — Gorillaz